# Thoiras
Thoiras là một xã trong vùng Occitanie, thuộc tỉnh Gard, quận Le Vigan, tổng Lasalle. Tọa độ địa lý của xã là 44° 03' vĩ độ bắc, 03° 55' kinh độ đông. Thoiras nằm trên độ cao trung bình là 169 mét trên mực nước biển, có điểm thấp nhất là 139 mét và điểm cao nhất là 503 mét. Xã có diện tích 22,89 km², dân số vào thời điểm 1999 là 359 người; mật độ dân số là 15 người/km². Xã nằm gần thành phố Nîmes (56 km) và Alès (23 km).

## Thông tin nhân khẩu
| 1962 | 1968 | 1975 | 1982 | 1990 | 1999 |
| ---- | ---- | ---- | ---- | ---- | ---- |
| 160  | 190  | 255  | 304  | 332  | 359  |

## Địa điểm tham quan
- Lâu đài Thoiras